# Charles de Remoncourt
 (janvier 2024).
Si vous disposez d'ouvrages ou d'articles de référence ou si vous connaissez des sites web de qualité traitant du thème abordé ici, merci de compléter l'article en donnant les références utiles à sa vérifiabilité et en les liant à la section « Notes et références ».
Charles de Remoncourt (1605-1648) est un fils illégitime du duc de Lorraine Charles III.
Il fut abbé de Lunéville, de Senones et de Gorze (1608-1640). Il fut primat de lorraine. 
Ses armoiries sont sculptées sur le porche d'entrée de la Chapelle de Morlange (Fameck) depuis la restauration qu'il a accordée en 1608[pas clair].